# Kościół w Follingbo
Kościół w Follingbo – świątynia należąca do diecezji Visby Kościoła Szwecji. Znajduje się w zachodniej części Gotlandii, nieopodal Visby.

## Architektura
Najstarsze części kościoła to nawa i wieża. Pochodzą one z około 1200 roku i stanowią idealny przykład architektury romańskiej na Gotlandii. Szybko daje się zauważyć, że budowniczy tego kościoła byli fachowcami (w odróżnieniu od innych romańskich kościołów na wyspie). Prezbiterium jest nieco późniejsze – pochodzi z końca XIII wieku i wybudowane zostało w stylu gotyckim; również jest uważane za wyjątkowe w swoim rodzaju. Zastąpiło ono wcześniejsze prezbiterium z absydą. Obecne prezbiterium ma prostą ścianę od wschodu, ozdobioną pojedynczym maswerkowym oknem, w którym zachowały się fragmenty średniowiecznych witraży. Z kolei zakrystię wybudowano dopiero w latach 1820-1821.

## Wnętrze

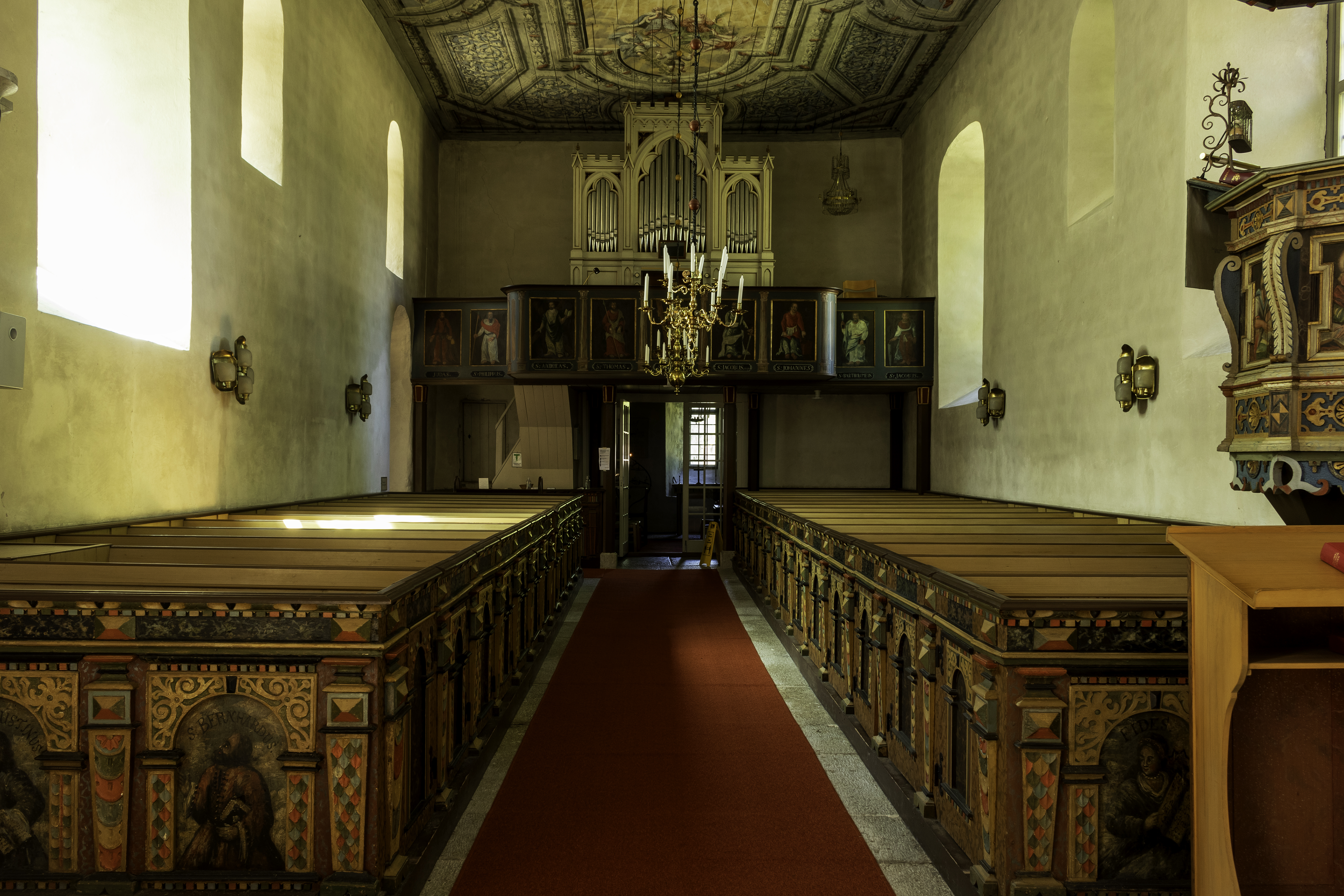
Wnętrze

We wnętrzu uwagę zwraca malowany strop z końca XVII wieku. Większość wyposażenia (ołtarz wraz ze znajdującym się w nim krzyżem czy ambona) pochodzi z podobnego czasu – z XVII lub XVIII wieku. Wyjątkiem jest pozbawiona dekoracji średniowieczna chrzcielnica.
W latach 1955-1956 kościół przechodził renowację.